# Спасское-Лутовиново (усадьба)

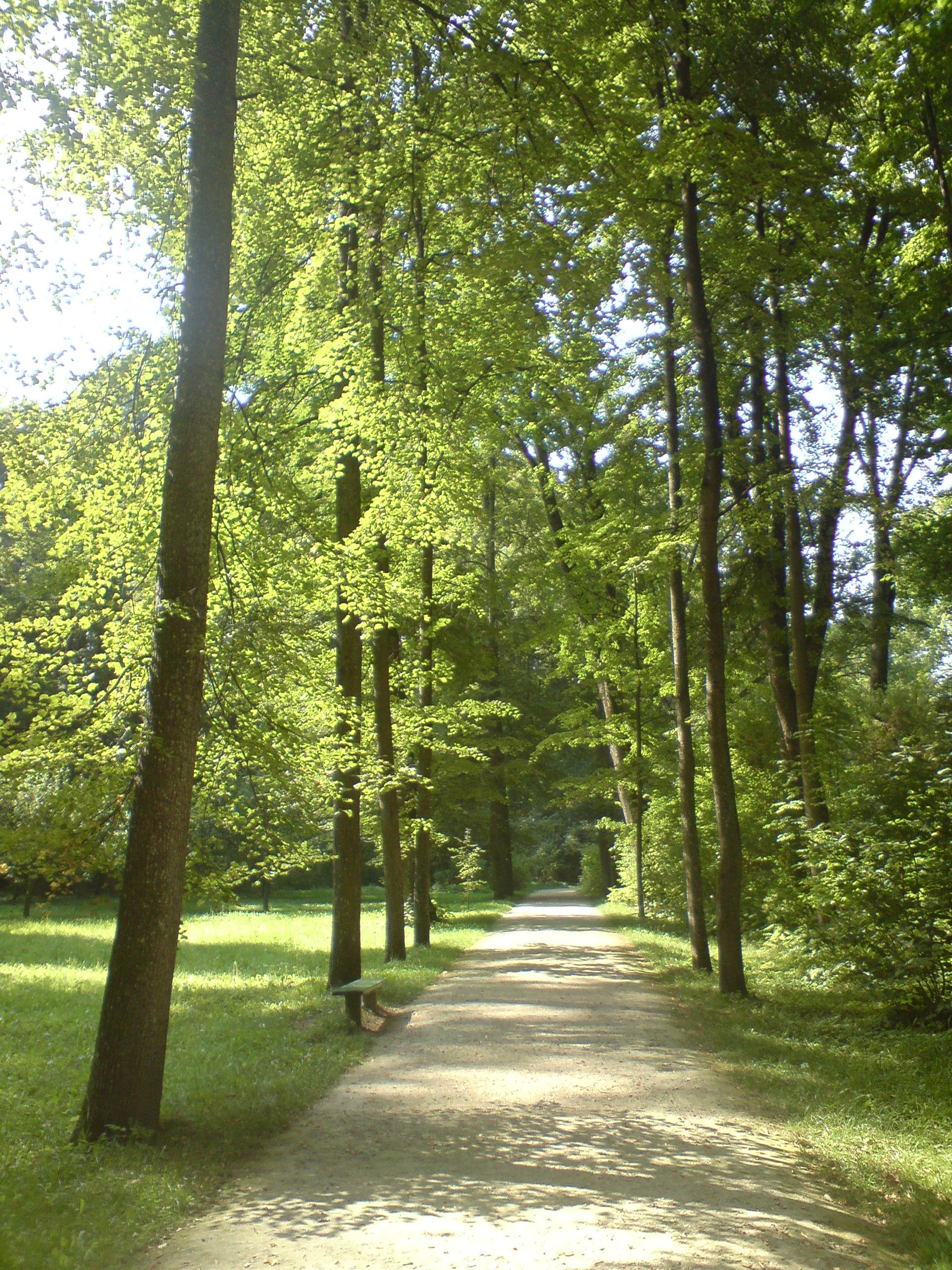
Парк

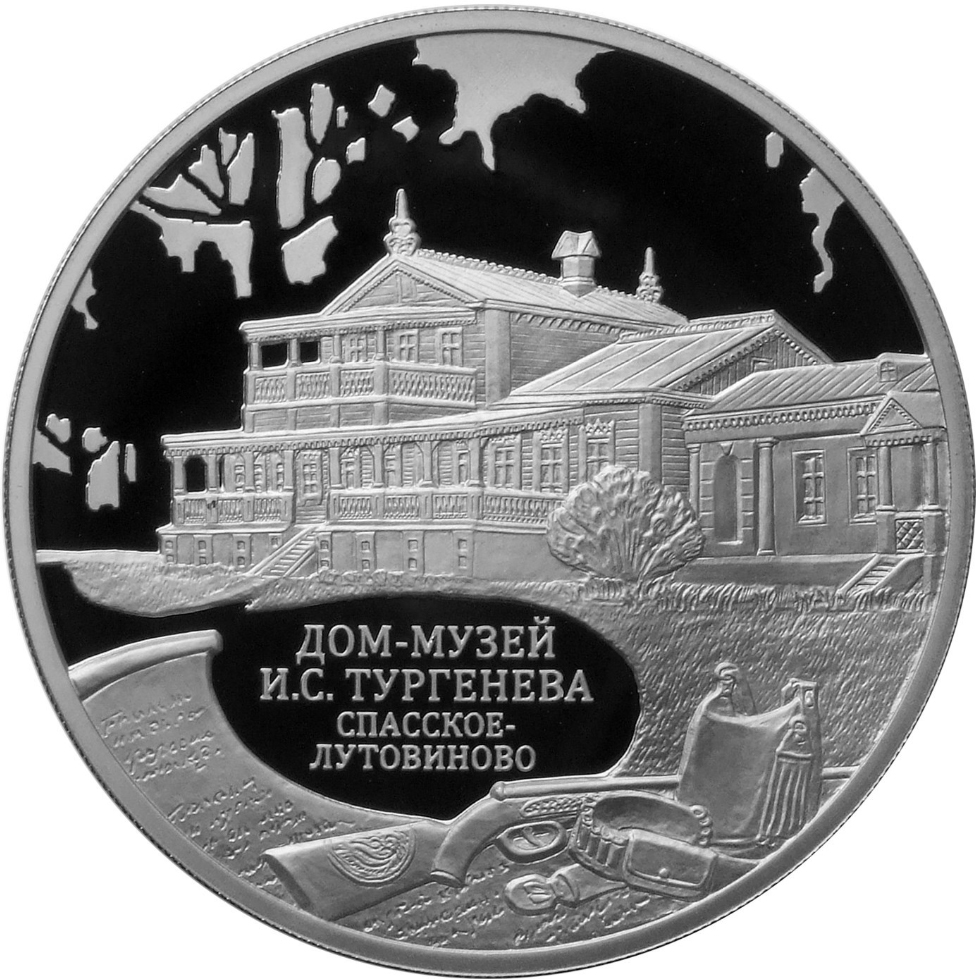
Памятная монета Банка России (2014)

Спасское-Лутовиново — усадьба матери И. С. Тургенева, ныне государственный мемориальный и природный музей-заповедник в Мценском районе Орловской области.

## История поместья
Село Спасское было названо так из-за находящейся здесь церкви Спаса Преображения. В конце XVI века Иван Грозный пожаловал его Ивану Лутовинову.
Важную роль в истории усадьбы сыграл Иван Иванович Лутовинов (1753—1813). Карьера выпускника Пажеского корпуса не задалась, он недолго прослужил в Новгородском пехотном полку, дослужился до секунд-майора и поселился в своём поместье. В 1778 году мценские дворяне избрали его уездным судьёй. Также он был предводителем дворянства Мценского и Чернского уездов. Он владел поместьями в Тульской, Тамбовской и Калужской губерниях и 5000 крепостных крестьян. Он решил создать усадьбу: её центром стал двухэтажный, деревянный, обложенный кирпичом дом с библиотекой, театром и хорами для музыкантов), перед ним были разбиты цветники, рядом стояли каменная галерея, кухня, баня, скотный двор, птичий двор, кузница, столярный флигель и мельница, ряд других хозяйственных построек, больница, флигель для полиции, лаборатория. Усадьба, в которую также входили парк и пруд, была окружена рвом. Работы по устройству усадьбы велись с рубежа веков до 1809 года. Лутовинов имел связи с Новиковым и Радищевым. Многим он давал деньги взаймы, в том числе и деду Льва Толстого. В 1813 он умер и был похоронен в часовне над родовым склепом.
Рядом с этой часовней находится могила со стелой, где говорится, что здесь покоится Николай Этьен Веней Дефрен из Нанси, приехавший в Россию в 1769 и умерший в 1793. В эпитафии говорится, что он был учителем, однако известно, что в эти времена никаких детей здесь не проживало. Кто он и как сюда попал, до сих пор неизвестно.
После смерти Ивана Лутовинова спасская усадьба согласно решению суда перешла в руки его племянницы Варвары Петровны Лутовиновой. Её отец Пётр Иванович умер за два месяца до её рождения. В двухлетнем возрасте она переехала из Спасского-Лутовинова к помещику Кромского уезда Сомову, за которого её мать затем вышла замуж. Отчим постоянно оскорблял, бил и унижал Варвару. В 16 лет она убежала в Спасское к своему дяде Ивану Лутовинову.
В 1816 в Спасском произошла свадьба Варвары и офицера Сергея Николаевича Тургенева, участника Отечественной войны 1812 года, столбового дворянина. В мае 1839 года в усадьбе произошёл большой пожар. Однако новое строительство не было затеяно и к уцелевшей части дома были сделаны пристройки. Театр, большой зал, комнаты для гостей и прочее не были восстановлены. Парк также запустел.
В 1850 году Варвара Петровна умерла, Ивану Тургеневу, родившемуся в 1818 году, уступившему брату Николаю все самые доходные поместья и дом в Москве, досталось родовое гнездо, где он провёл своё детство — первые 10 лет — до 1828 года, и куда он регулярно приезжал на каникулы и на отдых. Первые такие каникулы проходят у Тургенева в 1845 — 47 гг. С 1852 по личному распоряжению Николая I Тургенев пребывал в Спасском в ссылке под надзором полиции, поскольку был заключён в ссылку на 2 года за публикацию некролога о Гоголе. Он отпустил на волю дворовых. Тургенев оказался с 1839 года в разлуке с Полиной Виардо. Периодически к нему приезжали Михаил Щепкин, Иван Аксаков, Афанасий Фет. Здесь же он пишет повесть «Постоялый двор» и роман «Два поколения» (не опубликован). В конце 1853 г. писателю была «объявлена свобода с разрешением выезжать из столицы». Однако уже осенью следующего года Тургенев возвращается в Спасское, пишет здесь очерк «О соловьях» и принимает у себя Николая Некрасова. В 1855 г. здесь за семь недель пишется роман «Рудин», вскоре пишутся в 1856 — 59 гг. ''Записки охотника'', опубликованы в 1860 году в издании ''Современник'' у Некрасова. В 1856 году Спасское посетил Лев Толстой, Толстой читает ''Детство''.
«Когда вы будете в Спасском, поклонитесь от меня дому, саду, моему молодому дубу, родине поклонитесь, которую я уже вероятно никогда не увижу».
Тогда же Тургенев начал работу над «Фаустом». Затем Иван Сергеевич на некоторое время уехал в Европу. По возвращении он пишет в Спасском произведения: «Дворянское гнездо», «Накануне», «Отцы и дети». Затем Тургенев пишет ставшие любимыми ''Первую любовь'', и ''Асю'', читает их Чернышевскому, вновь по большей части проводит время за границей, в Италии. Приезжая сюда он открывает школу для крестьянских детей и богадельню для престарелых крестьян. Последний раз он побывал здесь в 1881 году. В 1883 г. 65-летним он умирает во Франции, в городе Буживаль.
Наследники вывезли из Спасского мебель, а в 1906 дом сгорел. В октябре 1918 имущество писателя стало национальным достоянием. 12 сентября 1921 года в соответствии с декретом «Об охране садов и парков» Спасское объявили государственным заповедником. В 1937 Совнаркомом РСФСР были отпущены средства на восстановление усадьбы. Во время Великой Отечественной войны территория Спасского находилось в зоне оккупации и была заминирована. В 1976, на основе проекта художника Луки Никитича Перепелицы, был открыт восстановленный главный дом с воспроизведённой на момент 1881 года обстановкой.
В 1980 году были проведены лечебные мероприятия со знаменитым, посаженным самим Тургеневым, дубом. В 2021 году это дерево, которому по оценке экспертов исполнилось 198 лет, стало победителем конкурса «Российское дерево года», набрав в народном голосовании свыше 12 тысяч голосов. 30 ноября 2021 года в ходе прохождения циклона «Бенедикт» Тургеневский дуб свалил штормовой ветер.

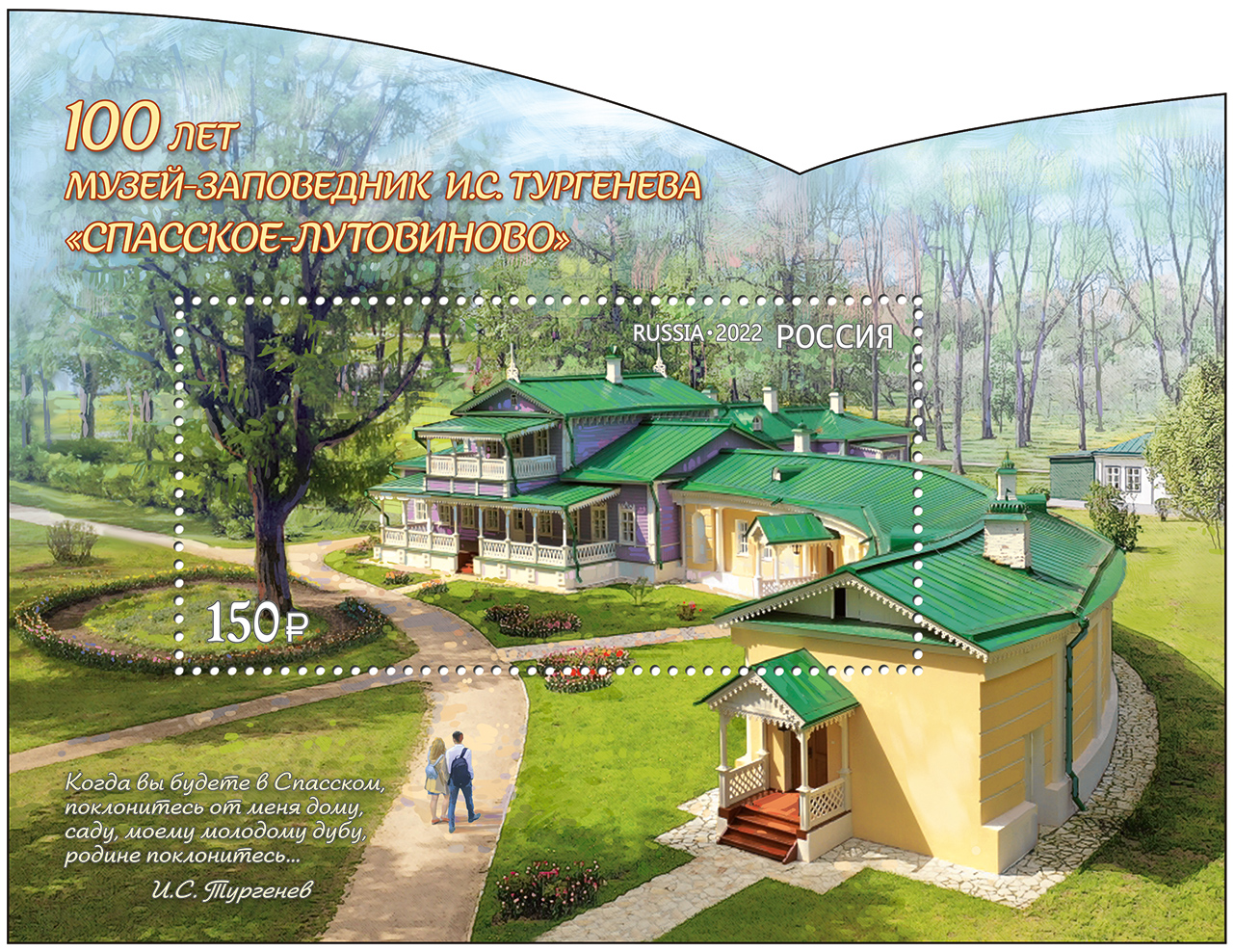
Почтовый блок России 2022 года ко столетию музея-заповедника «Спасское-Лутовиново», с цитатой из письма И. С. Тургенева Я. П. Полонскому

## Экспозиция
В январе 2019 года после завершения масштабных ремонтно-реставрационных работ открылась экспозиция в доме Тургенева. В обстановке дома — мебель, являющая собой лучшие образцы работы русских мастеров XVIII - первой половины XIX веков. Коллекция музея содержит около 150 тургеневских вещей, ранее принадлежавших писателю и его предкам. Некоторые из этих вещей являются редчайшими произведениями прикладного искусства. В экспозиции представлены подлинные портреты отца и брата писателя, работы Н.Е. Сверчкова, М.К. Клодта, Н.Д. Дмитриева-Оренбургского, виды Спасского-Лутовинова, выполненные в 1881—1882 гг. Я. П. Полонским, картины и портреты, написанные крепостными художниками.

## В культуре
В ряде произведений Ивана Тургенева автор использовал воспоминания об этом месте. Так, прототипом Ермолая из «Записок охотника» был Афанасий Алифанов, местный крестьянин. Ряд произведений написан здесь же (см. выше).
Упоминается в произведении В. А. Гиляровского «Мои скитания»: «Единственное, что поразило меня на веки вечные, так это столетний сад, какого я ни до, ни после никогда и нигде не видел, какого я и представить не мог».

## Православная церковь
- Храм Преображения Господня[6]

## Галерея

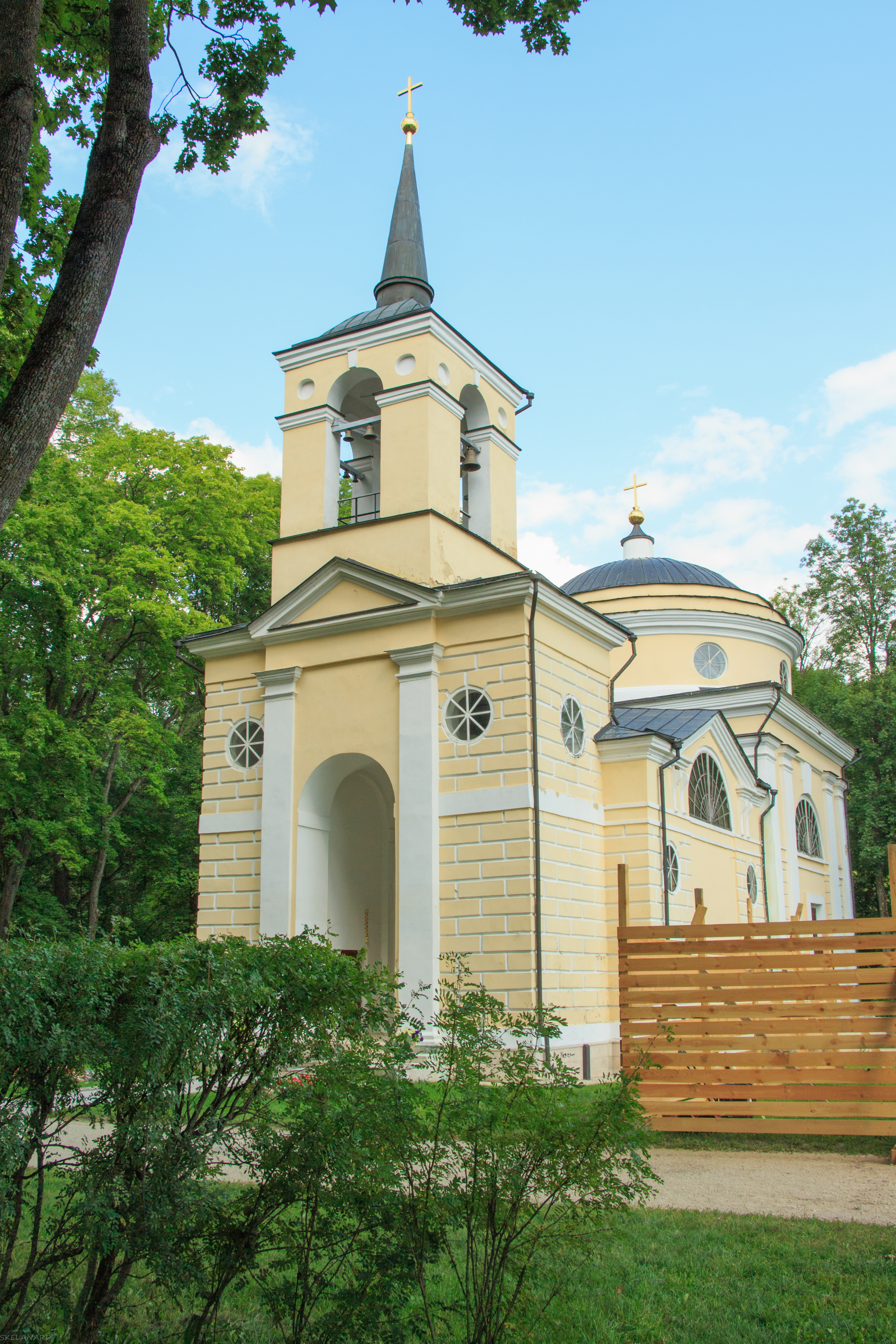
Церковь Спаса Преображения
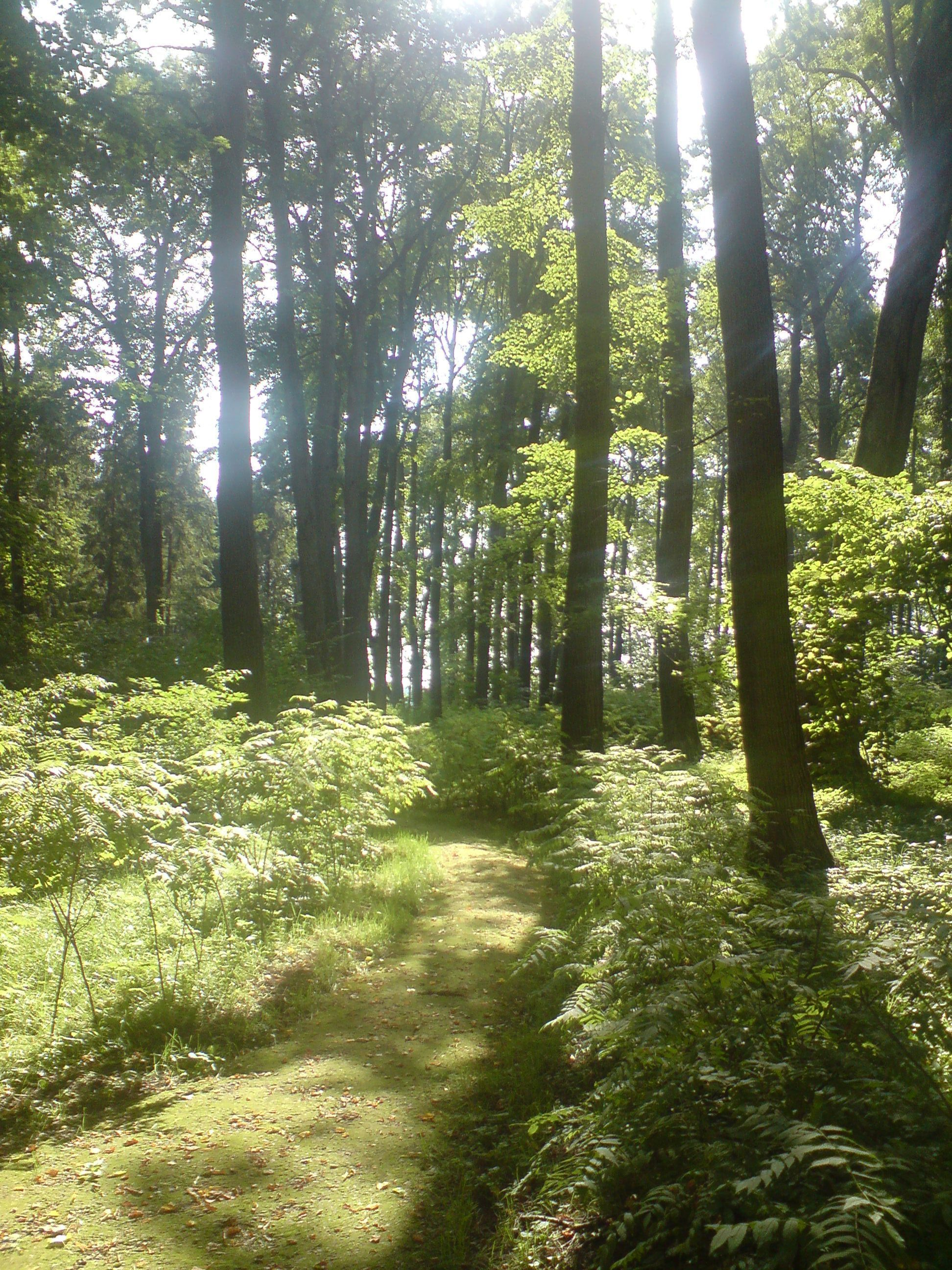
Парк
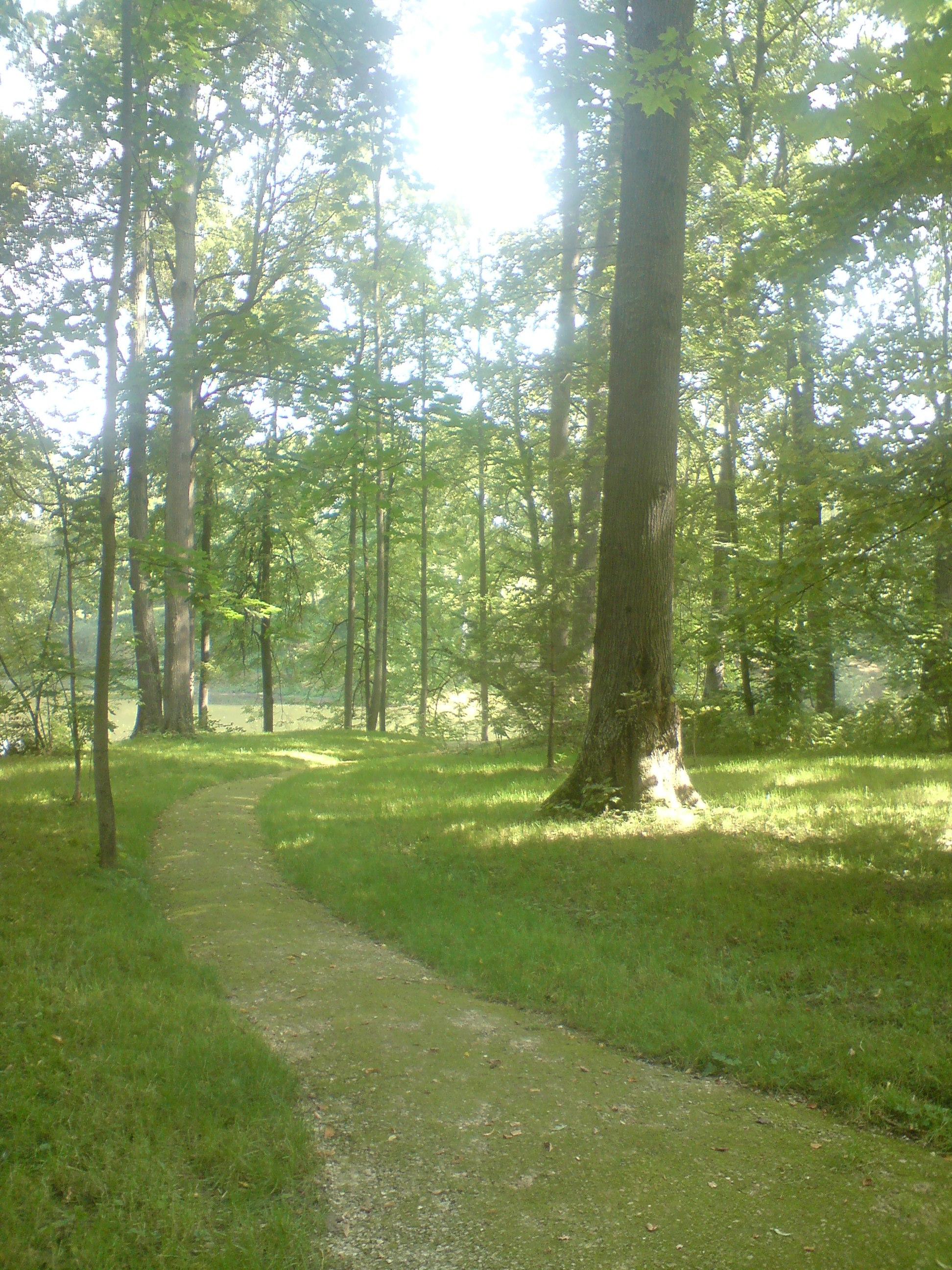
Парк
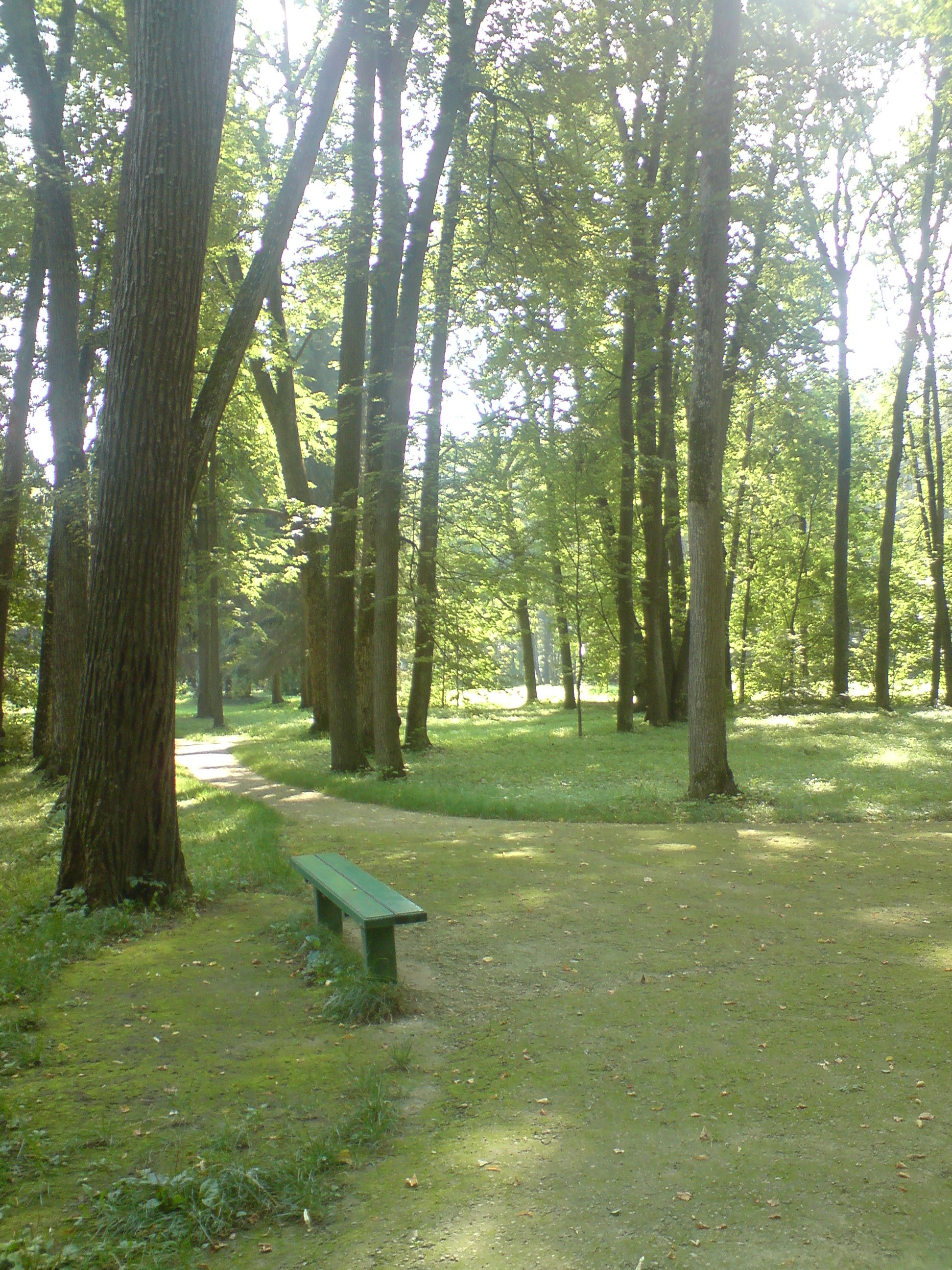
Парк
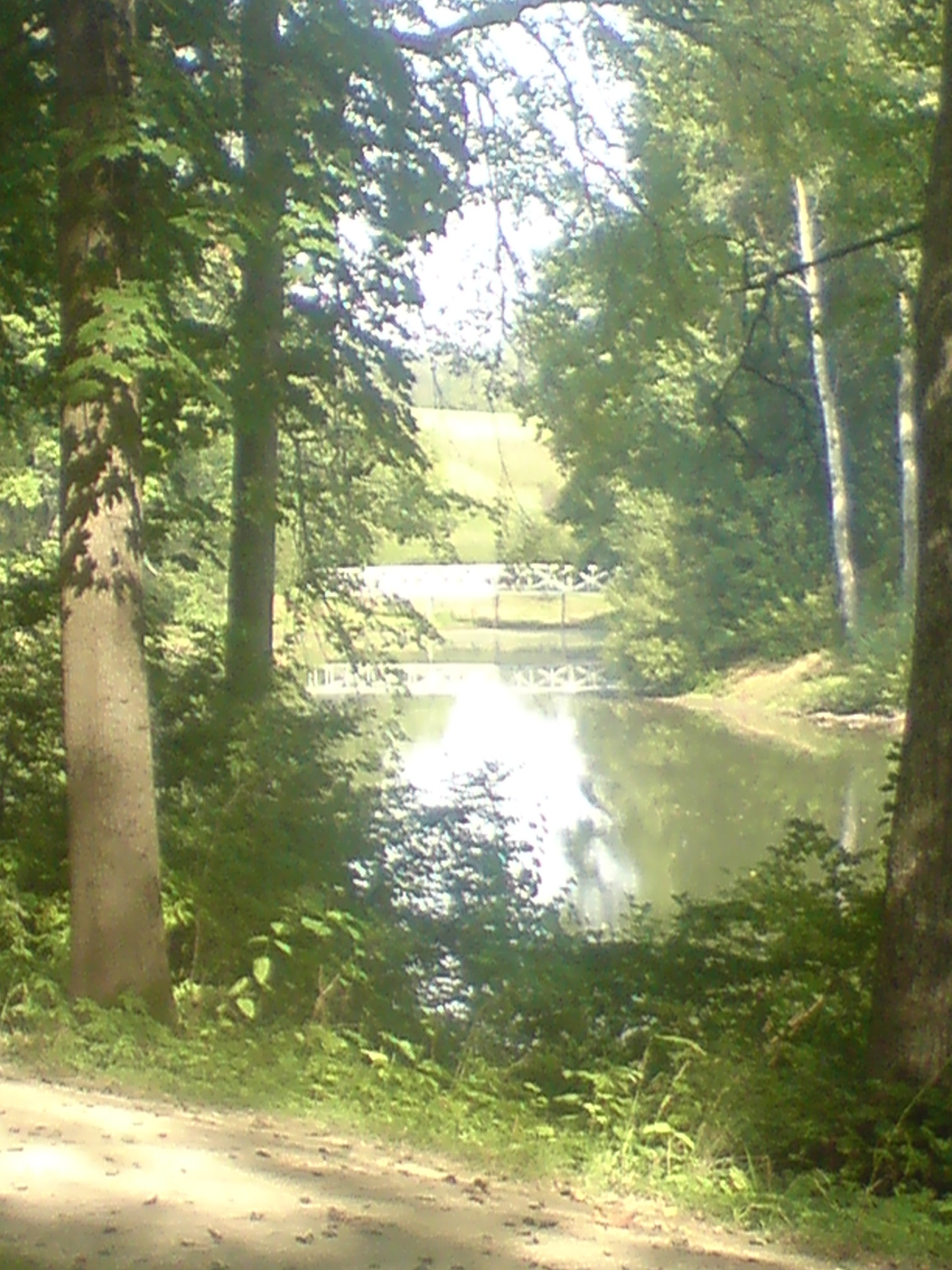
Парк
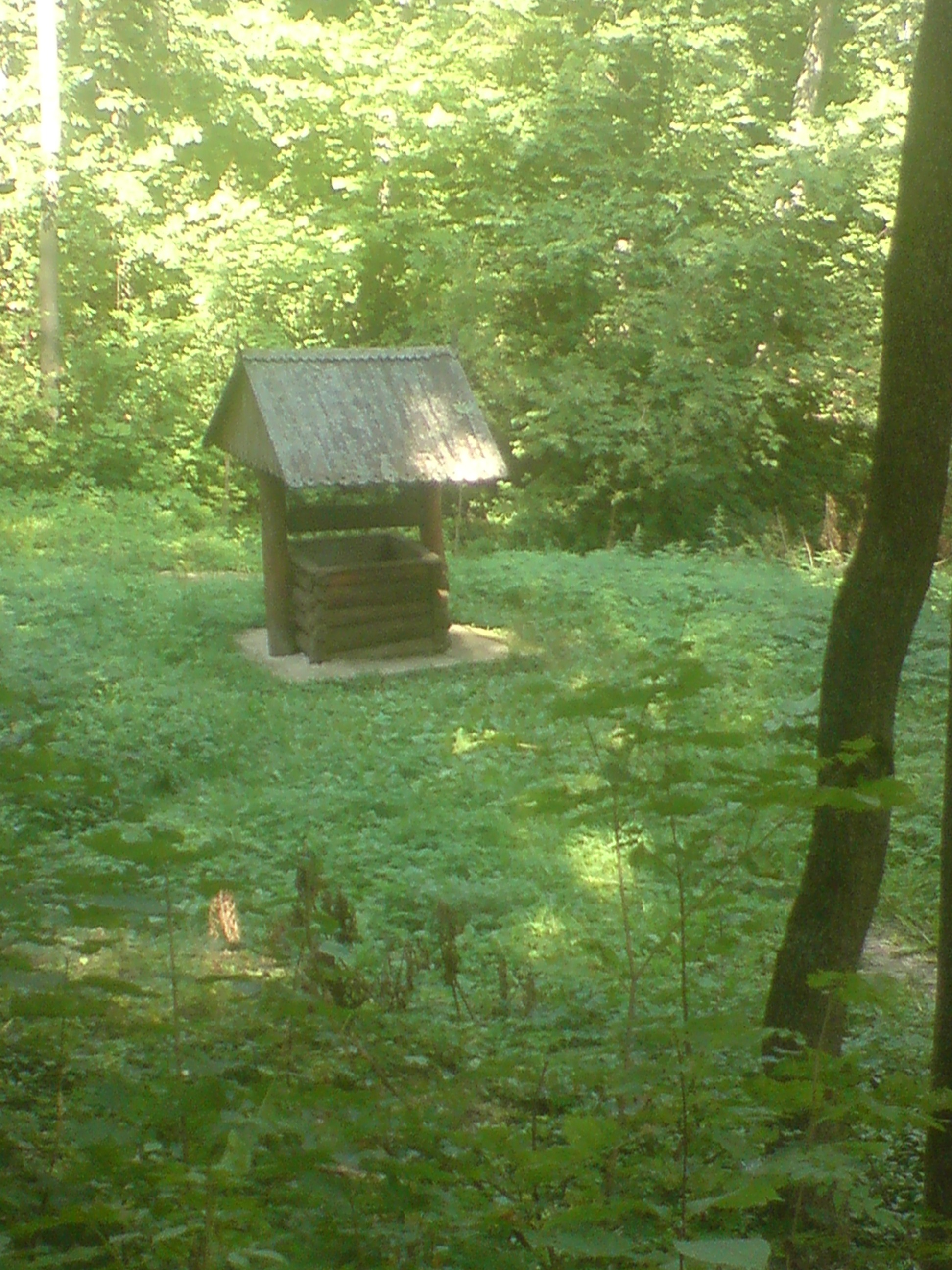
Усадебный колодец
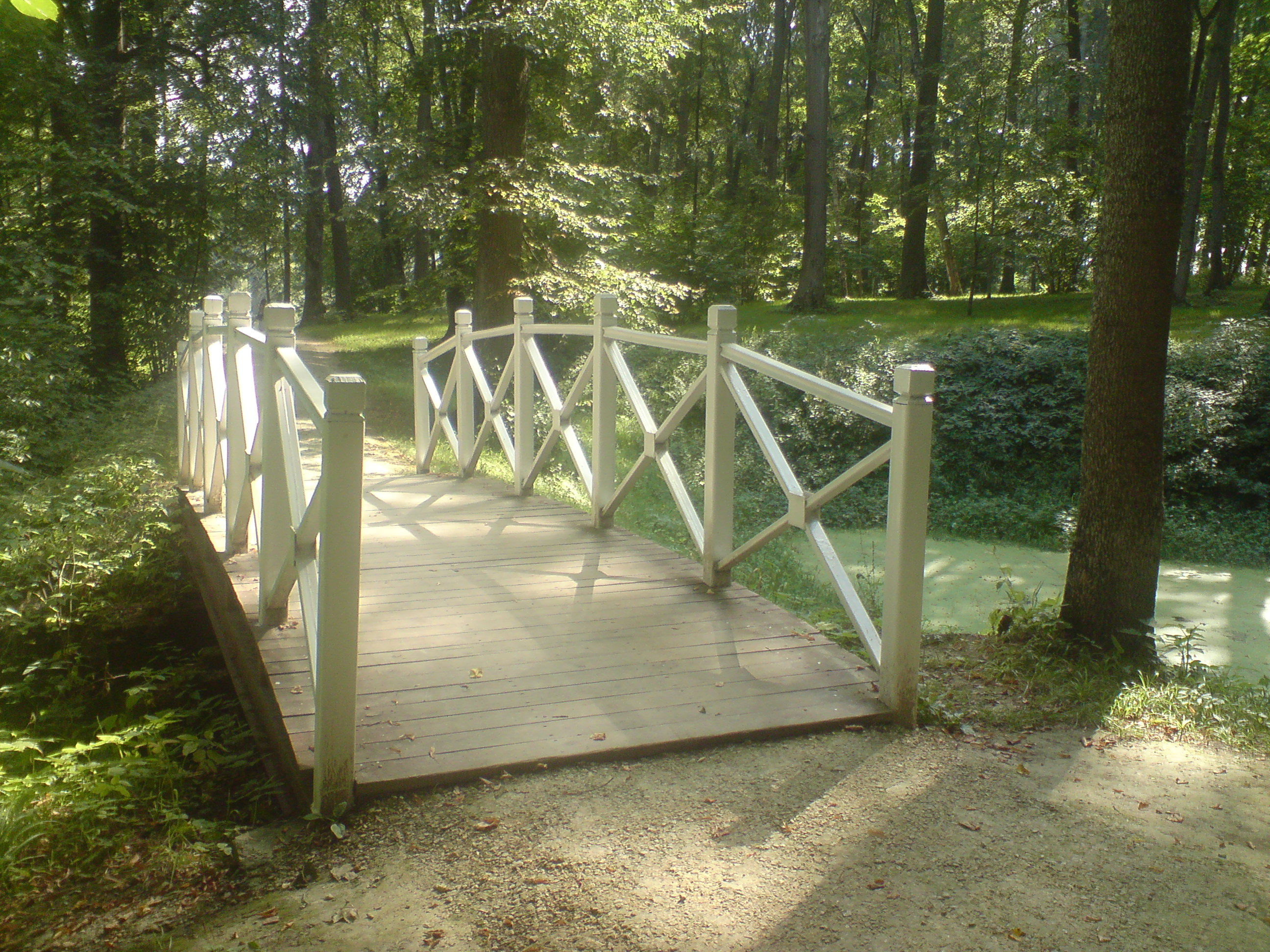
Парк
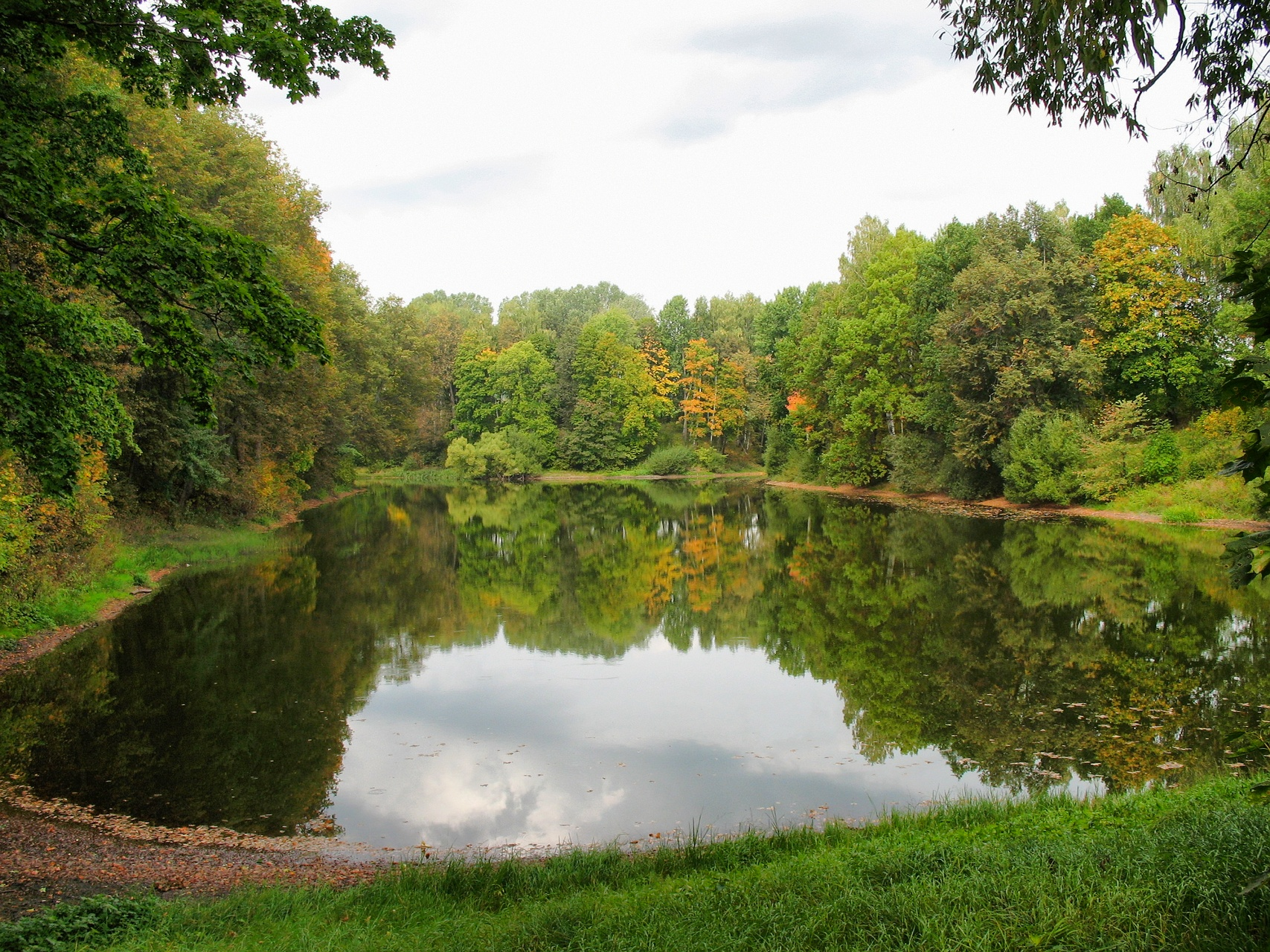
Пруд в парке усадьбы
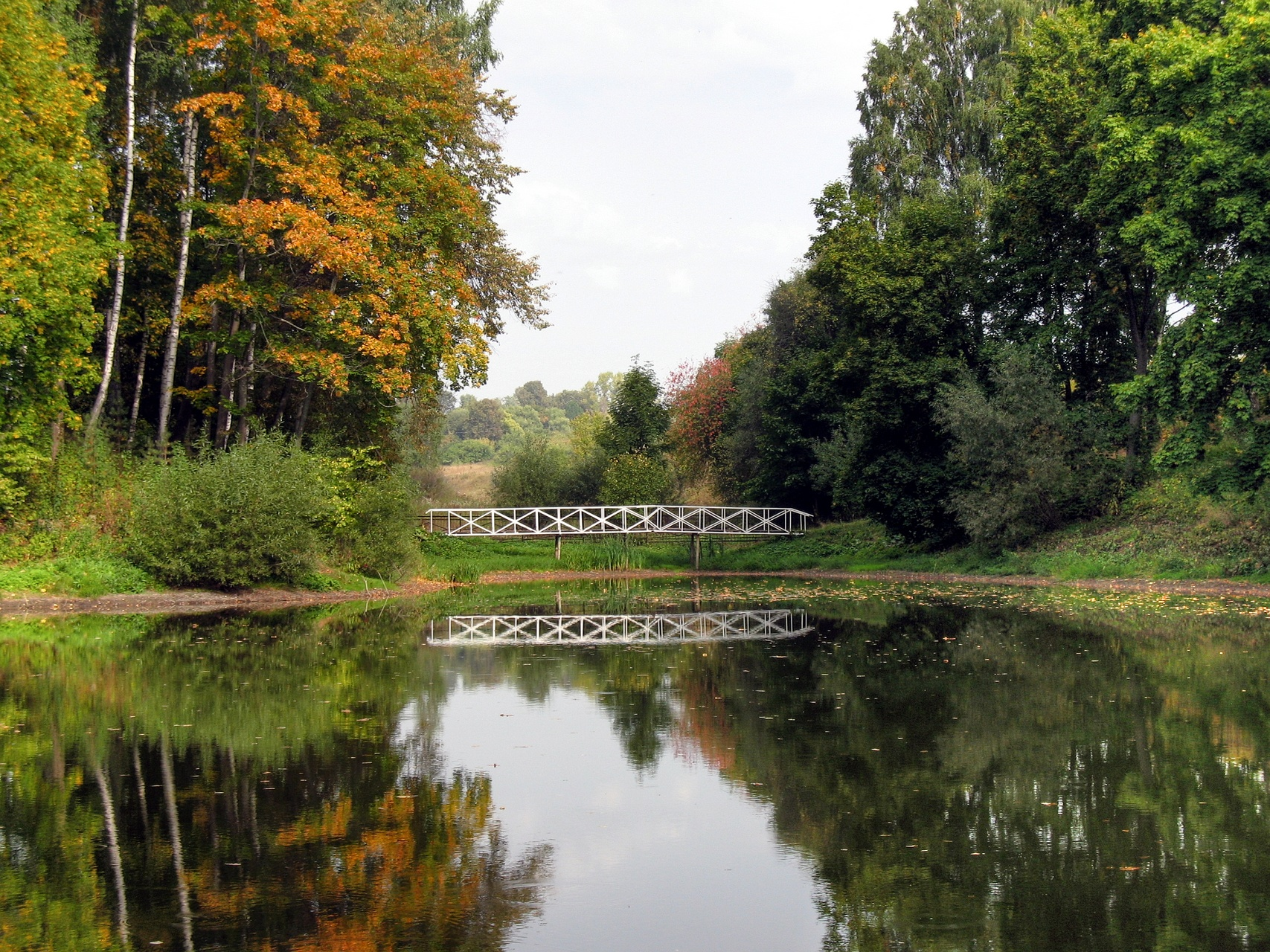
Мостик через пруд в парке усадьбы
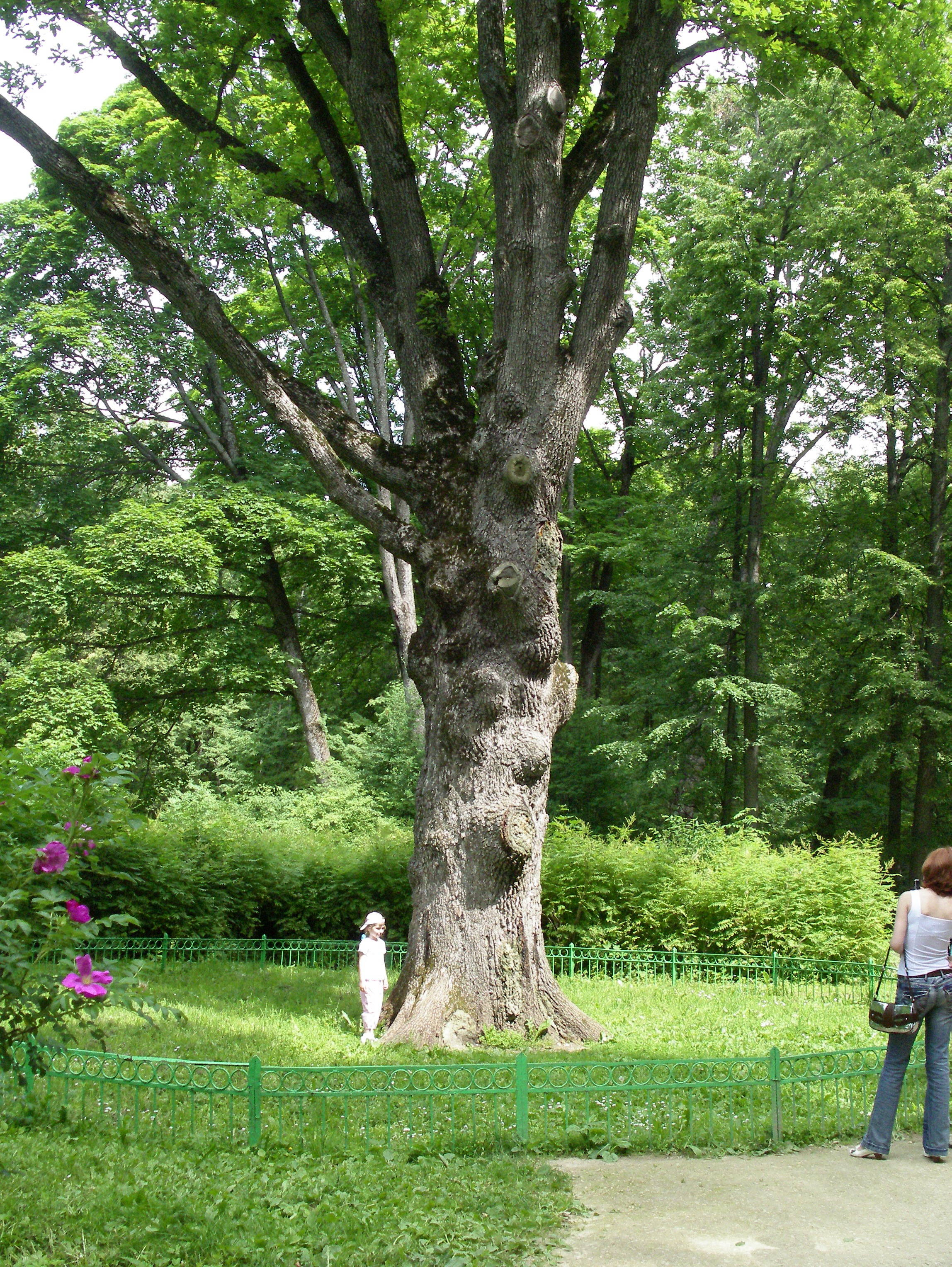
Дуб в имении Спасское-Лутовиново